# 一路繞行
《一路繞行》（英語：The Detour）是一部由傑森·瓊斯與薩曼莎·比開創，於2016年4月11日在TBS開播的家庭喜劇影集。2018年5月11日，本劇獲TBS第4季續訂。

## 故事
講述納特一家四口展開了一段充滿笑料與突發狀況的家庭公路之旅，同時，又遭到聯邦探員的密切關注。

## 卡司
| 演員                | 角色          | 登場季數        | 登場季數        | 登場季數        | 登場集數 |
| 演員                | 角色          | 1               | 2               | 3               | 登場集數 |
| ------------------- | ------------- | --------------- | --------------- | --------------- | -------- |
| 傑森·瓊斯           | 納特·帕克     | 主演            | 主演            | 主演            | 32       |
| 娜塔莉·姿雅         | 蘿蘋·藍道爾   | 主演            | 主演            | 主演            | 32       |
| 艾希莉·吉拉瑟莫維奇 | 蒂萊菈·帕克   | 主演            | 主演            | 主演            | 32       |
| 連恩·卡羅爾         | 傑瑞布·帕克   | 主演            | 主演            | 主演            | 32       |
| 丹妮雅·皮內達       | 凡妮莎·藍道爾 | 主演            | 主演            | 主演            | 17       |
| 梅莉·格瑞爾         | 梅莉          | 主演            | 客串            | Does not appear | 11       |
| 蘿拉·班南蒂         | 依蒂·藍道爾   | Does not appear | 常設            | 主演            | 20       |
| 祖德·萊茵霍爾德     | 戴維          | 常設            | Does not appear | Does not appear | 2        |
| 馬茲·喬布拉尼       | 古普塔        | 常設            | Does not appear | Does not appear | 2        |
| 菲爾·里夫斯         | 基因          | 常設            | 客串            | 客串            | 8        |
| 湯姆·阿曼德斯       | 羅伯          | 常設            | Does not appear | Does not appear | 3        |
| 維羅妮卡·羅薩蒂     | 奧克薩娜      | 常設            | Does not appear | Does not appear | 2        |
| 泰勒·科瓦爾斯基     | 比利·伊凡斯   | 常設            | Does not appear | Does not appear | 3        |
| 蒂妮卓·伊斯勒       | 拉蒂莎        | 常設            | Does not appear | Does not appear | 3        |
| 亞當·博伊爾         | 莫里斯        | 常設            | Does not appear | Does not appear | 3        |
| 蕾貝卡·庫恩         | 納特母        | 客串            | Does not appear | 常設            | 4        |
| 詹姆斯·克隆威爾     | J.R.          | Does not appear | 常設            | Does not appear | 7        |
| 馬默度·亞西         | 卡爾          | Does not appear | 常設            | Does not appear | 11       |
| 馬克斯·凱塞拉       | 喬·迪利謝斯   | Does not appear | 常設            | 常設            | 12       |
| 艾瑞克·金           | 哈瑞斯        | Does not appear | 常設            | Does not appear | 2        |
| 唐西亞·哈普金斯     | 雀絲          | Does not appear | 常設            | Does not appear | 3        |
| 傑夫·布魯曼克蘭茲   | 拉爾斯        | Does not appear | 常設            | Does not appear | 4        |
| 薩弗里歐·蓋拉       | 帕比·格林伯格 | Does not appear | 常設            | Does not appear | 2        |
| 傑弗瑞·文森·帕里斯  | 卡洛斯·卡馬丘 | Does not appear | 常設            | Does not appear | 5        |
| 卡翠娜·甘尼         | M·威斯雷克    | Does not appear | 常設            | Does not appear | 3        |
| 瑪瑟琳·休賈         | 茱蒂絲        | Does not appear | 常設            | Does not appear | 3        |
| 吉迪恩·格利克       | 直男傑克      | Does not appear | Does not appear | 常設            | 3        |
| 婷塞爾·柯瑞         | 梅關          | Does not appear | Does not appear | 常設            | 4        |
| 莎莉·普萊斯曼       | 蓋兒·羅森堡   | Does not appear | Does not appear | 常設            | 3        |
| 希斯·麥高夫         | 紅脖子湯姆    | Does not appear | Does not appear | 常設            | 3        |
| 格雷厄姆·格林       | 納文          | Does not appear | Does not appear | 常設            | 3        |
| 賈米爾·許夫吉       | 梅森          | Does not appear | Does not appear | 常設            | 3        |
| 高登·平森特         | 瞌睡人        | Does not appear | Does not appear | 常設            | 2        |

### 主要角色
- 傑森·瓊斯 飾演 小納森尼爾·“納特”·帕克（Nathaniel "Nate" Parker Jr.）

蘿蘋的丈夫，一家之主，任職於P.F.R.公司。
- 娜塔莉·姿雅（英语：Natalie Zea） 飾演 蘿蘋·藍道爾（Robin Randall）

納特的妻子，實際上使用過各種化名，為聯邦調查局追查的對象。
- 艾希莉·吉拉瑟莫維奇（Ashley Gerasimovich） 飾演 蒂萊菈·雀莉·帕克（Delilah Cherry Parker）

2005年10月31日出生，納特與蘿蘋的女兒，傑瑞布的雙胞胎姊姊，是個聰明伶俐的女孩。
- 連恩·卡羅爾（Liam Carroll） 飾演 傑瑞布·帕克（Jareb Park）

2005年10月31日出生，一直以來都被誤叫為傑瑞德（Jared），納特與蘿蘋的兒子，蒂萊菈的雙胞胎弟弟，思想與腦袋有些笨拙。
- 丹妮雅·皮內達（英语：Daniella Pineda） 飾演 凡妮莎·藍道爾（Vanessa Randall）

蘿蘋的同父異母妹妹，是個放蕩不羈沒有毅力的人，總是沉溺於毒品與酒精。
- 梅莉·格瑞爾（Mary Grill） 飾演 梅莉（Mary）

審問納特的聯邦探員。
- 蘿拉·班南蒂 飾演 依蒂·藍道爾（Edie Randall）

審問蘿蘋的聯邦探員，隸屬美國郵政搜查局，實為蘿蘋和凡妮莎的同父異母姊妹。

### 常設角色
- 詹姆斯·克隆威爾 飾演 J.R.（J.R.）

本名：傑克·藍道爾（Jack Randall），H2O-Ax-Metrics公司老闆，納特的新上司。實際上為蘿蘋的父親，是美國郵政搜查局追緝的對象。
- 祖德·萊茵霍爾德 飾演 戴維（Davey）

修車行老闆，喜歡酗酒。
- 馬茲·喬布拉尼（英语：Maz Jobrani） 飾演 古普塔（Gupta）

P.F.R.公司老闆。
- 菲爾·里夫斯（英语：Phil Reeves） 飾演 基因（Gene）

P.F.R.公司高層。
- 湯姆·阿曼德斯（英语：Tom Amandes） 飾演 羅伯（Rob）

一名醫師，同時經營一間住宿加早餐民宿，有著戀童癖。
- 維羅妮卡·羅薩蒂（英语：Weronika Rosati） 飾演 奧克薩娜（Oksana）

俄羅斯人，欲將自己的女兒嫁給羅伯，並對羅伯下藥。
- 馬默度·亞西（Mamoudou Athie） 飾演 卡爾（Carl）

審問蘿蘋的聯邦探員，隸屬美國郵政搜查局。
- 吉迪恩·格利克（英语：Gideon Glick） 飾演 直男傑克（Straight Jack）

阿拉斯加匿名者小鎮（Inkognito）鎮長助理。
- 婷塞爾·柯瑞 飾演 梅關（Megwyn）

流性人，綽號大老爹（Big Papa），蘿蘋的匿名者小鎮同事。
- 莎莉·普萊斯曼（英语：Sally Pressman） 飾演 蓋兒·羅森堡（Gayle Rosenberg）

匿名者小鎮居民，房仲業者，與直男傑克外遇。
- 馬克斯·凱塞拉 飾演 喬·迪利謝斯（Joe Delicious）

辯護律師，先後為卡洛斯與帕克家辯護。
- 格雷厄姆·格林 飾演 納文（Narvin）

阿拉斯加邊境小鎮居民，負責回收業務。
- 艾瑞克·金 飾演 哈瑞斯（Harris）

帕克家的紐約新鄰居。
- 卡翠娜·甘尼（Catrina Ganey） 飾演 M·威斯雷克（M. Westlake）

法官。
- 唐西亞·哈普金斯（Donshea Hopkins） 飾演 雀絲（Chase）

非裔女孩，哈瑞斯的女兒。
- 傑夫·布魯曼克蘭茲（Jeff Blumenkrantz） 飾演 拉爾斯（Lars）

帕克家的紐約新鄰居。
- 薩弗里歐·蓋拉（英语：Saverio Guerra） 飾演 帕比·格林伯格（Paddy Greenberg）

公寓管理員。
- 傑弗瑞·文森·帕里斯（英语：Jeffrey Vincent Parise） 飾演 卡洛斯·卡馬丘（Carlos Camacho）

為蘿蘋幫助獲得綠卡的墨西哥裔男子，法律上為蘿蘋的丈夫，來自墨西哥聖米格爾德阿連德。
- 高登·平森特 飾演 莫提·提敏斯（Morty Timmins）

綽號瞌睡人（Sleepy），為一名上校。
- 瑪瑟琳·休賈（Marceline Hugot） 飾演 茱蒂絲（Judith）

帕克家的紐約新鄰居，拉爾斯的妻子。
- 泰勒·科瓦爾斯基（Taylor Kowalski） 飾演 比利·伊凡斯（Billy Evans）

和納特合作的頹廢記者。
- 蒂妮卓·伊斯勒（Denitra Isler） 飾演 拉蒂莎（Latisha）

基因公司的保全。
- 亞當·博伊爾（Adam Boyer） 飾演 莫里斯（Morris）

基因公司的保全。
- 帕洛瑪·古茲曼（Paloma Guzmán） 飾演 卡莉塔（Carlita）

- 希斯·麥高夫（Heath McGough） 飾演 紅脖子湯姆（Red Neck Tom）

納文的朋友。
- 賈米爾·許夫吉（Jameel Shivji） 飾演 梅森（Mason）

蒂萊菈的男友，單口喜劇演員。
- 蕾貝卡·庫恩（Rebecca Koon）

納特糟糕的母親，為納特的童年陰影之一。

## 製作

### 開發
2014年10月28日，TBS預訂了由《每日秀》銀幕夫妻檔傑森·瓊斯與薩曼莎·比開創的電視試播集。故事靈感是來自夫妻倆的家庭旅遊經驗，而劇中這一趟意外的家庭公路之旅，將會是一場不間斷的災難。劇情欲傳遞不管多麼逼近抓狂、不安穩的情勢，抑或是陌生人的介入，都能使一家人團聚在一起。倘若本劇成功成為一系列，每季故事將會記錄不同的旅途。
2015年2月24日，TBS宣布給予本劇系列預訂10集，預計於下季展開製作，瓊斯與薩曼莎將擔任執行製作，並由《扭轉時光機》、《昨夜風流》史蒂夫·平克執導試播集。
2016年4月6日，TBS在本劇開播前率先預訂第2季。2017年4月25日，TBS宣布續訂第3季。2018年5月11日，TBS宣布續訂第4季。

### 選角
傑森·瓊斯除開創本劇外，亦擔綱主演，飾演將與妻子和兩個孩子在前往基韋斯特的路上，於車內展開24小時長途冒險的父親納特。2014年12月2日，宣布娜塔莉·姿雅將首次擔綱喜劇女主角，飾演納特的妻子蘿蘋。12月5日，宣布《凱文怎麼了？》艾希莉·吉拉瑟莫維奇與《來自星星的鄰居》連恩·卡羅爾加入演出陣容，分別飾演叛逆、強勢的女兒蒂萊菈，以及慢半拍又對性知識不了解的兒子，亦是蒂萊菈孿生弟弟的傑瑞德。
2015年7月30日，宣布《美國奧德賽》、《初代吸血鬼》丹妮雅·皮內達加入主演陣容，飾演與蘿蘋有著180度差別的妹妹凡妮莎。11月10日，宣布《怪咖婦產科》梅莉·格瑞爾將擔任常設角色，飾演在每集片頭或片尾登場，負責訊問納特的FBI探員。

## 集數
| 季數 | 集数 | 集数 | 首播日期      | 首播日期      |
| 季數 | 集数 | 集数 | 首映          | 季终          |
| ---- | ---- | ---- | ------------- | ------------- |
| 1    | 10   | 10   | 2016年4月11日 | 2016年5月30日 |
| 2    | 12   | 12   | 2017年2月21日 | 2017年4月25日 |
| 3    | 10   | 10   | 2018年1月23日 | 2018年3月27日 |

## 收視
| 季數 | 播出時間（ET）                                      | 集數 | 首映          | 首映         | 首映          | 季終          | 季終         | 季終          | 18–49歲 收視 平均 | 平均 收視人数 （百萬） |
| 季數 | 播出時間（ET）                                      | 集數 | 日期          | 18–49歲 收視 | 收視 （百萬） | 日期          | 18–49歲 收視 | 收視 （百萬） | 18–49歲 收視 平均 | 平均 收視人数 （百萬） |
| ---- | --------------------------------------------------- | ---- | ------------- | ------------ | ------------- | ------------- | ------------ | ------------- | ----------------- | ---------------------- |
| 1    | 星期二 22:00（Ep 1, 3–9） 星期二 22:30（Ep 2, 10）  | 10   | 2016年4月11日 | 0.52         | 1.166         | 2016年5月30日 | 0.34         | 0.777         | 0.40              | 0.873                  |
| 2    | 星期二 22:00（Ep 1, 3–11） 星期二 22:30（Ep 2, 12） | 12   | 2017年2月21日 | 0.57         | 1.456         | 2017年4月25日 | 0.28         | 0.790         | 0.42              | 1.073                  |
| 3    | 星期二 22:30                                        | 10   | 2018年1月23日 | 0.42         | 1.017         | 2018年3月27日 | 0.34         | 0.906         | 0.37              | 0.989                  |

## 評價
《一路繞行》獲得評論家廣泛的好評。於爛番茄整合的評論中，第1季獲得78%新鮮度、6.91/10分（23位評論家），評論家共識：「有時雖然混亂，但總是坦率又討人喜歡。《一路繞行》帶來的笑聲就如故事所示。」第2季獲得100%新鮮度、7.5/10分（5位評論家）。
於Metacritic整合的評論中，第1季獲得69分（滿分100分；19位評論家），屬一般的好評。第2季獲得77分（滿分100分；4位評論家），屬普遍的好評。

## 獎項
| 年度 | 大獎         | 獎項                         | 入圍者              | 結果 |
| ---- | ------------ | ---------------------------- | ------------------- | ---- |
| 2017 | 青年藝術家獎 | 影集類最佳演出獎－青年男主角 | 連恩·卡羅爾         | 提名 |
| 2017 | 青年藝術家獎 | 影集類最佳演出獎－兒童女主角 | 艾希莉·吉拉瑟莫維奇 | 提名 |

## 外部連結
- 官方网站（英文）
- 互联网电影数据库（IMDb）上《一路繞行》的资料（英文）